# Heľpa
Heľpa es un municipio del distrito de Brezno en la región de Banská Bystrica, Eslovaquia, con una población estimada a final del año 2024 de 2393 habitantes.
Se encuentra ubicado al noreste de la región, cerca del curso alto del río Hron —un afluente izquierdo del Danubio— y de la frontera con las regiones de Žilina y Prešov.

## Demografía
| Año        | 1994 | 2004    | 2014    | 2024     |
| ---------- | ---- | ------- | ------- | -------- |
| Población  | 3081 | 2945    | 2686    | 2393     |
| Diferencia |      | −4,41 % | −8,79 % | −10,90 % |

| Año        | 2023 | 2024    |
| ---------- | ---- | ------- |
| Población  | 2398 | 2393    |
| Diferencia |      | −0,20 % |